# 东京桐属
东京桐属（学名：Deutzianthus）是大戟科下的一个属，为乔木植物。该属仅有东京桐（Deutzianthus tonkinensis）一种，分布于越南和中国云南东南部。
种加名 tonkinensis 意为越南“东京的”。